# سن-پل-دو-وارا
سن-پل-دو-وارا (به فرانسوی: Saint-Paul-de-Varax) یک کمون در فرانسه است که در Canton of Villars-les-Dombes واقع شده‌است.

## خصوصیات
سن-پل-دو-وارا ۲۵٫۹۷ کیلومترمربع مساحت و ۱٬۴۹۷ نفر جمعیت دارد و ۲۶۸ متر بالاتر از سطح دریا واقع شده‌است.